# Kormányzó
A kormányzó az ország egy részének vagy egészének politikai-katonai igazgatásával megbízott, az uralkodót képviselő helytartó vagy ideiglenes államfő.

## A kormányzói tisztség a magyar történelemben
A magyar történelemben, jogtörténetben 1446-ban hozták létre ezen intézményt. A kormányzó a király helyett vezette az országot, ha nem volt törvényes király vagy még kiskorú volt. A tisztség így egyenértékű volt a régenssel. Latin elnevezése 'gubernator'.
- Hunyadi János (1446–1453)
- Szilágyi Mihály (1458)
- Lodovico Gritti (1530–1534)
- Johann Caspar von Ampringen (1673–1681)
- Kossuth Lajos (1849) - kormányzó-elnök
- Habsburg József Ágost főherceg (1919. augusztus 5. - 25.)
- Horthy Miklós (1920–1944)

## A kormányzói tisztség más országokban
- Oroszországban I. (Nagy) Péter 1708-ban bevezetett reformja hozta létre a kormányzói hivatalt, melynek viselője az Orosz Birodalom adminisztratív, területi egységeinek, a kormányzóságoknak az élén állt. Kiterjedt adminisztratív, bürokratikus apparátus élén végezte a kormányzóság adminisztratív, rendfenntartási, pénzügyi, igazságszolgáltatási feladatait, egyben a kormányzóság területén állandóan állomásozó katonaság főparancsnoka is volt.
- A gyarmati közigazgatás első tisztviselője a Brit Birodalomban.
- Néhány nagyobb ország (pl. USA) szövetségi államai végrehajtó hatalmának élén áll.
- Egyes országokban kormányzónak hívják a jegybank vezetőjét.